# Petrel Cove
Die Petrel Cove (englisch, in Argentinien Rada Petrel ‚Sturmvogelbucht‘, in Chile Caleta Gorziglia) ist eine kleine Bucht am westlichen Ende der Dundee-Insel im Archipel der Joinville-Inseln vor der Nordspitze der Antarktischen Halbinsel. Sie liegt zwischen der Landspitze Welchness und dem Diana-Riff.
Ihren Namen erhielt die Bucht gemeinsam mit der benachbarten und zwischen 1951 und 1952 errichteten argentinischen Petrel-Station. Beide sind nach dem Antarktiksturmvogel benannt. Das UK Antarctic Place-Names Committee übertrug diese Benennung 1964 ins Englische. Namensgeber der chilenischen Benennung ist Unterleutnant Hugo Gorziglia Antolini, der 1972 in der Admiralty Bay an der Bergung der havarierten Lindblad Explorer beteiligt war.